# Manchester United Premier Cup
A Manchester United Premier Cup vagy más néven a Nike Premier Cup egy globális ifjúsági labdarúgótorna, amelyet a Nike sportszergyártó cég szponzorál.

## Története
A Nike 1993-ban alapította a Nike Premier Cupot, amelyen első alkalommal 15 európai országból 624 csapat vett részt. A következő évben a verseny az ázsiai kontinensre is kiterjedt, a csapatok száma pedig 1067-re nőtt, mielőtt 1995-től 284 további csapat regisztrált volna a latin-amerikai régióból, így elérve az 1351 versenyző klubot. A chilei Universidad de Chile volt az első latin-amerikai bajnok a torna történelmében.
1996-ban a bajnokságot átszervezték. A regionális bajnokságoknak köszönhetően a mintegy 2500 nevező csapatból csak a legjobb 14 jutott el a dél-afrikai Fokvárosban rendezett döntőbe. Ezt a struktúrát 1996 és 2001 között követték, ekkor a 13 országból álló kiemelt nemzetek bajnokai közvetlen kvalifikációt kaptak a nagydöntőre, a fennmaradó hat helyet pedig az Európa, a Közel-Kelet, Latin-Amerika, Délkelet-Ázsia és Afrika régióiban rendezett kontinentális selejtezős tornák során nyerték el a csapatok. 1998-ban az Athletic Bilbao megnyerte a párizsi döntős versenyt, és a győztes játékosokat az az évi világbajnokság döntőjére szóló jegyekkel jutalmazták a szervezők.
2003-ban az Umbro lépett a Nike helyére, mint mezgyártó főszponzor, innentől kezdve a torna hivatalos neve ismét Manchester United Premier Cup lett. A következő évben a Manchester City a városi rivális legyőzésével nyerte meg a sorozatot, a győztes gólt Daniel Sturridge szerezte. 2013. augusztus 9-én az Old Traffordon az AC Milant legyőzve a horvát Dinamo Zagreb lett az kelet-európai csapat, aki megnyerte a versenyt. 2014. augusztus 9-én az orosz Gyinamo Moszkva lett a győztes. 2014-ben több mint 8000 csapat és 1 millió játékos vett részt 43 országból a Premier Cup versenyén. A 2017-18-as sorozat európai döntőjét a Puskás Akadémia U14-es labdarúgócsapata nyerte.

## Premier Cup bajnokok
| Szezon    | Győztes                                                                                                  | Kontinens | Helyszín          |
| --------- | --- | --------- | ----------------- |
| 1993–94   | Porto (Európa)                                                                                           |           |                   |
| 1994–95   | Real Madrid (Európa) Malaysia (ázsiai csendes -óceáni térség)                                            |           |                   |
| 1995–96   | Espanyol (Európa) Bukit Jalil Academy (ázsiai csendes -óceáni térség) Universidad de Chile (Dél-Amerika) |           |                   |
| 1996–97   | Platense                                                                                                 | RSA       | Fokváros          |
| 1997–98   | Athletic Bilbao                                                                                          | FRA       | Párizs            |
| 1998–99   | Barcelona                                                                                                | ESP       | Barcelona         |
| 1999–2000 | Internacional                                                                                            | NED       | Amszterdam        |
| 2000–01   | Vitória                                                                                                  | GER       | Berlin            |
| 2001–02   | São Paulo                                                                                                | POR       | Lisszabon         |
| 2002–03   | Corinthians                                                                                              | USA       | Portland (Oregon) |
| 2003–04   | Manchester City                                                                                          | ENG       | Manchester        |
| 2004–05   | Fluminense                                                                                               | HKG       | Hongkong          |
| 2005–06   | Guadalajara                                                                                              | ENG       | Manchester        |
| 2006–07   | Barcelona                                                                                                | ENG       | Manchester        |
| 2007–08   | Fluminense                                                                                               | ENG       | Manchester        |
| 2008–09   | São Paulo                                                                                                | ENG       | Manchester        |
| 2009–10   | Barcelona                                                                                                | ENG       | Manchester        |
| 2010–11   | Pachuca                                                                                                  | ENG       | Manchester        |
| 2011–12   | Universidad Católica                                                                                     | CHN       | Sanghaj           |
| 2012–13   | Dinamo Zagreb                                                                                            | ENG       | Manchester        |
| 2013–14   | Gyinamo Moszkva                                                                                          | ENG       | Manchester        |
| 2014–15   | Right to Dream Academy                                                                                   | ENG       | Manchester        |